# مستشفى الأمراض الصدرية بالعباسية
مستشفى الأمراض الصدرية بالعباسية أو مستشفى صدر العباسية هو مستشفى تخصصي حكومي مصري، يتبع مديرية الشئون الصحية بمحافظة القاهرة التابعة لوزارة الصحة والسكان، يقع في حي العباسية بمدينة القاهرة، على مساحة 25 فدان، بدأ العمل على إنشاؤه سنة 1936، واُفتتح رسميًا سنة 1938، يُعد أكبر وأقدم مستشفى متخصص في الأمراض الصدرية في مصر، إذ بلغت طاقته الاستيعابية سنة 2014 أكثر من 640 سرير، واستقبل أكثر من 12 ألف مريض.

## التاريخ
يعود تاريخ إنشاء مستشفى الأمراض الصدرية بالعباسية إلى سنة 1936، بقرار من محمد شاهين باشا - وكيل وزارة الداخلية للشئون الصحية - والذي أصبح فيما بعد أول وزير صحة في مصر، وافتتح رسميًا سنة 1938 كأول مستشفى تخصصي لعلاج الأمراض الصدرية عامة ومرضى الدرن بشكل خاص، أنشأ المستشفى على مساحة 25 فدان بحي العباسية بشرق مدينة القاهرة، وبلغت طاقته الاستيعابية وقت افتتاحه حوالي 400 سرير.

## الأقسام والتخصصات
يضم مستشفى الأمراض الصدرية بالعباسية عدة أقسام وتخصصات طبية لخدمة المرضى المترددين على المستشفى وهي الأسنان، العلاج الطبيعي، جراحة الصدر، المناظير، الأورام الصدرية، المعامل، وحدات الأشعة، وأقسام الرعاية المركزة.